# Davy Crockett (série télévisée, 1954)
Pour les articles homonymes, voir Davy Crockett (homonymie).
Davy Crockett est une série télévisée américaine en cinq épisodes de 45 minutes, produite par Walt Disney Productions et diffusée du 15 décembre 1954 au 14 décembre 1955 sur le réseau ABC dans l'émission Disneyland. Cette série est inspirée de l'histoire du véritable Davy Crockett. Cette série télévisée est surtout connue pour l'engouement qu'elle a généré.
En France, la première série a été diffusée à partir du 3 novembre 1976 sur TF1 dans l'émission Les Visiteurs du mercredi, puis l'intégrale en 16 épisodes de 15 minutes du 4 janvier au 19 avril 1986. Puis rediffusion en 8 épisodes de 30 minutes du 10 septembre au 29 octobre 1986 dans Le Disney Channel sur FR3.

## Synopsis
Davy Crockett, aventurier, devient sénateur du Tennessee et ministre des affaires indiennes. Il est mort à la bataille de Fort Alamo sous les ordres du colonel Travis.

## Fiche technique
- Réalisateur : Norman Foster assisté de James Judson Cox et Iwan Volkman
- Scénaristes : Tom Blackburn, Norman Foster
- Image : Charles P. Boyle, Bert Glennon
- Montage : Chester Schaeffer, Stanley Johnson
- Directeur artistique : Marvin Aubrey Davis, Field Grey
  - Artiste matte : Peter Ellenshaw
  - Peintures : Joshua Meador, Art Riley, Ken Anderson
- Décors : Emile Kuri, Pat Delaney, Bertram Granger
- Costumes : Norman Martien, Carl Walker
- Maquillage : Lon Philippi, David Newell, Phil Sheer
- Technicien du son : C. O. Slyfield, Robert O. Cook
- Effets visuels : Ub Iwerks
- Musique : George Bruns
  - Orchestrations : Edward H. Plumb
  - Chansons : George Bruns (Farewell), George Bruns et Tom Blackburn (Ballad of Davy Crockett, King of the River, Yaller, Yaller Golde)
- Producteur : Bill Walsh
- Responsables d'équipes : Henry Spitz, John Grubbs
- Production : Walt Disney Productions

Sauf mention contraire, les informations proviennent des sources suivantes : John West et IMDb

## Distribution
| - Fess Parker (VF: Jean-Claude Michel) : Davy Crockett - Buddy Ebsen (VF: Robert Dalban) : George Russel - Pour Davy Crockett, roi des trappeurs - Basil Ruysdael : General Jackson - William Bakewell : Tobias Norton - Pat Hogan : Chief Red Stick - Helene Stanley : Polly Crockett - Pour Davy Crockett au Congrès - Basil Ruysdael : General Jackson - William Bakewell : Tobias Norton - Mike Mazurki : Bigfoot Mason - Jeff Thompson : Charlie Two Shirts - Henri Joyner : Swaney - Benjamin Hornbuckle : Henderson - Hal Youngblood : homme politique de l'opposition - Jim Maddux : Premier représentant au congrès - Robert Booth : Second représentant au congrès - Campbell Brown : Bruno | - Pour Fort Alamo - Hans Conried : Thimblerig - Kenneth Tobey : James Bowie - Don Megowan : Colonel Billy Travis - Nick Cravat : Bustedluck - Pour Davy, vainqueur des rapides et Davy et les Pirates de la rivière - Jeff York (VF: Claude Bertrand) : Mike Fink - Kenneth Tobey : Jocko - Clem Bevans : Capitaine Cobb - Irvin Ashkenazy : Moose - Mort Mills : Sam Mason - Paul Newland : Big Harpe - Frank Richards : Little Harpe - Walter Catlett : Colonel Plug |

Sauf mention contraire, les informations proviennent des sources suivantes : John West et IMDb

## Épisodes
Les trois premiers épisodes, constituant la première saison, sont basés sur la véritable histoire du personnage de Davy Crockett tandis que les deux suivants sont plus romancés.

### Première saison (1954-1955)
- Davy Crockett, roi des trappeurs (Davy Crockett - Indian Fighter, 15 décembre 1954), réalisé par Norman Foster[5],[4]
Davy en a assez des batailles entre Indiens et colons américains. Il s'engage alors dans l'armée mais par compassion sauve un Indien. Il participe alors à la signature d'un traité de paix.
- Davy Crockett au Congrès (Davy Crockett Goes to Congress, 26 janvier 1955), réalisé par Norman Foster[5],[4]
Davy se dispute avec Bigfoot Mason lorsqu'il essaye de s'installer dans le Tennessee. Après avoir gagné la bataille, à la faveur des habitants, il devient leur représentant. Il refuse tout d'abord mais la mort de sa femme le fait changer d'avis et il part pour la Chambre des représentants.
- Fort Alamo (Davy Crockett at the Alamo, 23 février 1955), réalisé par Norman Foster[6],[4]
Davy part dans l'Ouest du Texas pour combattre les Mexicains au fort Alamo.

### Deuxième saison (1955)
- Davy, vainqueur des rapides (Davy Crockett's Keelboat Race, 16 novembre 1955), réalisé par Norman Foster[7],[4]
Après une saison de chasse, Davy et George vont à La Nouvelle-Orléans avec leurs fourrures à bord de leur bateau le Bertha Mae. Mais ils croisent sur la rivière, Mike Fink à bord du Gullywhumper, lui aussi avec ses fourrures. Une course s'engage pour arriver en premier au port.
- Davy et les Pirates de la rivière (Davy Crockett and the River Pirates) (14 décembre 1955) réalisé par Norman Foster[6],[4]
Des indiens amis de Davy sont accusés de contrebande sur la rivière Ohio. Davy, George et Mike découvrent des pirates grimés en indiens et tentent de les capturer.

## Origine et production
Au printemps 1948, lors d'un entretien avec la journaliste Hedda Hopper pour la promotion de Mélodie Cocktail, Walt Disney évoque la possibilité de réaliser un court métrage sur le personnage de Davy Crockett, créant ainsi un groupe de courts métrages sur les légendes américaines comprenant Johnny Pépin-de-Pomme et Pecos Bill. Peu après la sortie de Mélodie cocktail en mai 1948, Walt Disney décide d'arrêter la production des compilations pour reprendre celle de Cendrillon. Le projet reste dans les cartons. Il ne ressort qu'au milieu des années 1950 pour devenir une série télévisée hebdomadaire afin de permettre la construction et la promotion du parc Disneyland. Cette série fait partie des premières productions du studio Disney pour la télévision.

### Scénario et musique
Durant la production de Disneyland, deux éléments se sont rencontrés, d'un côté le besoin pour Walt Disney d'avoir un personnage pour identifier la section Frontierland du parc, de l'autre un projet de thème récurrent ou d'émission spéciale lancé par Bill Walsh sur les personnages qui ont fait l'Amérique, reprenant plusieurs courts métrages d'animation. Cette rencontre a provoqué la création de la série Davy Crockett malgré les hésitations de Walt Disney en raison du nombre d'indiens tués et de l'absence d'invention ou découverte faite par le héros. Au printemps 1954, le projet se concrétise avec trois épisodes et une réunion a lieu entre Walt Disney, Bill Walsh, Norman Foster et Jimmy Johnson, qui précise être venu sans invitation comme représentant de Walt Disney Publications avec l'idée de vendre des livres. Durant la réunion, Walt Disney mentionne le besoin de lier les trois épisodes entre eux au moyen d'une chanson et convie George Bruns à la réunion, compositeur avant tout de musique de fond. George Bruns compose les musiques de la série tout en assurant l'adaptation du ballet composé par Piotr Ilitch Tchaïkovski pour Cendrillon.
La série avait été développée par les studios Disney comme une suite de trois téléfilms d'une heure diffusés en 1954-1955 finissant par la mort du héros lors du siège de Fort Alamo. Bill Walsh et Tom Balckburn ont utilisé la procédure interne obligatoire du storyboard pour présenter leur projet à Walt Disney, composé de trois épisodes. Mais Walt Disney constate qu'il manque quelque chose au niveau de l'action. La production débute malgré cela.

### Acteurs et tournage
Pour les acteurs, Leonard Maltin indique que Buddy Ebsen avait été envisagé pour le rôle-titre de Davy Crockett mais c'est Fess Parker qui obtint le rôle tandis qu'Ebsen, plus volubile, prit le rôle de Georges Russel.
Le tournage a été effectué en couleur malgré une diffusion en noir et blanc avec le but de monter le film pour le cinéma. Les deux premiers épisodes ont été principalement tournés au Tennessee et dans les Great Smoky Mountains avec près de 200 figurants issus de tribus Cherokees. Malheureusement, le réalisateur Norman Foster n'avait pas tourné assez de scènes pour tenir une heure de programme et, la date de diffusion approchant, il a fallu chercher des moyens de combler les trous. Walt Disney propose alors une chanson, ce sera la Balade de Davy Crockett écrite par Tom Balckburn et d'utiliser des dessins pour l'illustrer.
Maltin constate lui aussi que les épisodes accusent quelques éléments apparents d'économies. Ainsi, Disney utilise des extraits des plans de la série True-Life Adventures pour illustrer des « Davy regarde ça » lancés par Georges Russel. On peut ainsi voir un ours, un alligator et d'autres animaux insérés dans le film. Le bâtiment du congrès et la maison coloniale d'Andrew Jackson sont des répliques à l'échelle mais le Capitole est une maquette placée derrière une vitre. Les coupures entre les trois sections sont douces mais restent sensiblement visibles avec par exemple le personnage joué de Thimblerig par Hans Conried qui apparaît sans être développé.
Le troisième épisode, celui du siège de Fort Alamo est principalement tourné en studio dans lequel le fort a été recréé en intérieur sur une superficie correspondant à un terrain de football. Le directeur artistique Marvin Davis se souvient que cela a posé problème car les canons en haut du fort touchaient presque les fresques des décors montrant le ciel et le désert. S'ils devaient être simplement factices l'effet aurait été invisible mais les canons devaient tirer et fumer.

### Diffusion et seconde saison
C'est lors du tournage du troisième épisode, dans lequel le héros succombe à Fort Alamo, que débute la diffusion de la série. Le premier épisode Davy Crockett, roi des trappeurs est diffusé le 15 décembre 1954 et personne, pas même Walt Disney, ne soupçonne ce qui arrive ensuite. Rapidement le studio est submergé par des lettres d'enfants demandant que Davy ne soit pas tué. Walt Disney voulait répondre que non mais demande à son équipe qui lui confirme que comme dans la réalité le personnage dans la série meurt lors du siège de Fort Alamo prévu comme le troisième épisode. Le succès est immédiat mais Disney se retrouve avec « juste trois épisodes et un héros mort. » Afin de conserver un peu de l'aura du personnage, la chanson La Ballade de Davy Crockett est commercialisée mais elle engendre un engouement pour le héros avec des produits dérivés dont la casquette en raton laveur. La chanson est chantée par plusieurs interprètes et vendue à plusieurs millions d'exemplaires, restant plusieurs mois en tête du Hit Parade,, 16 semaines d'après Dave Smith.
La popularité du héros, incarné par Fess Parker, fut telle que Disney a produit deux épisodes supplémentaires constituant la seconde saison,, ignorant la mort du héros. Cette seconde saison se concentre sur des courses de bateaux filmées sur une portion de 30 milles (48,28 km) de l'Ohio River. L'immense cachette des pirates à la fin du dernier épisode était réellement un lieu de rencontre entre pirates de la rivière, le Cave-in-Rock situé dans l'Illinois.
Le succès de Davy Crockett est tel que le studio se permet une sortie au cinéma d'une compilation d'extraits d'épisodes, auparavant seul la série policière Badge 714 avait fait l'objet d'une adaptation au cinéma en 1954 avec un scénario spécial,. Steven Watts ajoute que le studio ne passait jamais à côté d'une source de profit. Diffusé dans plus de 1 300 salles à partir du 25 mai 1955, le film Davy Crockett, roi des trappeurs récolte 2,5 millions d'USD. Les deux films ont augmenté l'enthousiasme des spectateurs.

## Analyse

### Un succès commercial insoupçonné
La série télévisée et les deux films ne sont qu'une partie de ce qui a été nommée la « folie Davy Crockett. » Cette déferlante rappelle celle des Trois Petits Cochons des années 1930 mais est plus importante. Une importante campagne publicitaire et commerciale entoure la série avec des disques, des livres et des produits dérivés. C'est pour Steven Watts l'un des exemples les plus spectaculaires de la convergence commerciale de Disney. Quand l'engouement pour la série s'arrête, le département commercial du studio annonce avoir récolté 300 millions de $ de produits dérivés dont 4 millions de disques et 14 millions de livres et un nombre supérieur de casquettes en raton laveur.
En 1955, la musique de Davy Crockett est publiée par le label Wonderland Music Company ce qui permet aux deux filiales d'édition musicale de Disney de retrouver la profitabilité. Plus de 300 produits différents ont été proposés dans les boutiques américaines, du tricycle avec sacoche de selles aux serviettes de bain, certains commerçants vantant ces dernières pour le calme qu'elles offraient dans les salles de bains,. La série est même un sujet de discussion de la laverie automatique aux soirées de la haute société new-yorkaise, en plus des articles dans le Time, Look, Harper's, The New York Times Magazine et du Saturday Review. Au congrès américain, une eulogie est prononcée tandis que l'acteur Fess Parker reçoit les clés de nombreuses villes durant une tournée des États-Unis. Le magazine Newsweek évoque même des boutiques à Los Angeles et Dallas ayant ouvert des sections dédiées, une première pour l'époque. John West énonce quelques produits et leur prix à l'époque : le calumet de la paix à 0,98 $, la guitare à 4,98 $ et la tenue complète de Davy Crockett avec carabine et recharge de poudre à 7,98 $. L'objet ultime reste le chapeau en raton laveur, dont le prix initialement de 0,25 $ la livre bondit jusqu'à 5 $ la livre,. Le Time magazine évoque même que des manteaux en fourrure des années 1920 ont été recyclés en chapeau pour satisfaire la demande tandis qu'une société de Seattle spécialisée dans les fourrures du Grand Nord produisait 5 000 chapeaux par jour. Steven Watts évoque un hangar de peaux de ratons décrépis transformées en chapeaux mais aussi toutes fourrures disponibles, loup, lapin, écureuil. Plus de 10 millions de chapeaux auraient été vendus. À l'été 1955, Disney annonce que près de deux cents produits Davy Crockett différents ont été vendus rapportant plus de 100 millions d'USD mais que l'engouement continue de croître. Avec Davy Crockett, le chiffre d'affaires des ventes de produits dérivés (Disney Entreprises) passe de 3 millions d'USD par an à plus de 12 millions d'USD en 1955 et cette somme dépassera les 50 millions dans les années 1980.
Un effet secondaire du succès de la série est qu'en mai 1955, alors que le film tiré des premiers épisodes sort en salle, des élections ont lieu aux États-Unis et le Colonel Davy Crockett reçoit de nombreux votes. Selon le New York Times, il aurait même gagné une élection pour un mandat de juge, Davy Crockett étant plus important que Mickey Mouse. En juin 1955, le New York Post est le premier à se lancer dans une série d'articles voulant raconter le véritable Davy Crockett, le journaliste Murray Kempton y décrit un « ami que l'on pouvait acheter pour un verre. » John Fischer dans le Harper's décrit Davy Crockett comme un personnage sans scrupule dans un article intitulé La vérité embarrassante de Davy Crockett et John Haverstock fait de même dans un article du Saturday Review intitulé Les deux Davy Crockett. Une manifestation de parents avec leurs enfants est organisée devant le New York Post pour protester contre les articles et demande si le Père Noël sera la prochaine cible du journal. Une émission de la radio Mutual Broadcasting System propose même un débat sur le sujet de Davy Crockett. Le magazine The Communist Worker intervient lui aussi dans le débat et rappelle que les traditions de la nation américaine ne sont pas fondées sur des faits 100 % avérés.

### Une série classique
La série télévisée Davy Crockett réalisée par le studio Disney est considérée comme un classique, principalement pour l'engouement qu'elle a généré aux États-Unis et aussi en Europe. Elle est aussi un classique car c'est une des premières tentatives du studio Disney de produire des émissions régulières à la télévision. John West écrit que le tournage de la série est bien moins intéressant et intrigant que ce qui arriva après les premières diffusions. West constate que les trois premiers épisodes de Davy Crockett montrent que l'équipe de promotion n'est pas encore familiarisée avec le médium télévision et certains défauts lui permettent d'affirmer que l'équipe a eu du mal à tenir les délais imposés par ce médium. On peut associer cela aux ajouts des musiques proposées par Walt Disney et des scènes que Leonard Maltin appelle des « Davy regarde ça ».
Pour Steven Watts, la série met en avant un symbole de l'Amérique et peut être vue comme une métaphore de la lutte contre le Communisme durant la Guerre froide.

## Adaptations et réutilisations
La série est disponible en vidéocassette à la location à partir de mars 1980 grâce à un partenariat noué avec Fotomat.

### Cinéma et télévision
Les épisodes de la série ont été réutilisés pour produire deux films sortis au cinéma :
- Davy Crockett, roi des trappeurs (Davy Crockett, King of the Wild Frontier) sorti le 25 mai 1955[19], condensé de la première saison[2]
- Davy Crockett et les Pirates de la rivière (Davy Crockett and the River Pirates, 81 min) sorti le 5 juillet 1956 constitué des épisodes de la saison deux[2].

La série avec ses produits dérivés dont la chanson La Ballade de Davy Crockett ont apporté plus de 300 millions de $ de revenus aux studios Disney. Les deux bateaux en bois Bertha Mae et Gullywhumper utilisés dans l'épisode Davy, vainqueur des rapides (1955) ont été transformés après le tournage en une attraction du parc Disneyland sous le nom de Mike Fink Keel Boats, fermée en 1997. L'attraction a été dupliquée au Magic Kingdom et au Parc Disneyland français sous le nom River Rogue Keelboats.
La société Disney a produit une seconde série, en un pilote de 90 minutes et 4 épisodes de 45 minutes, diffusée sur NBC en 1988-1989 avec Tim Dunigan (Davy Crockett) et Gary Grubbs (George Russel) avec l'espoir de relancer la popularité du héros mais sans succès. Fess Parker avait été approché pour reprendre son rôle mais la lecture des scénarios l'en aurait dissuadé.

### Bande dessinée
Dans les années 1950 puis 1960, le studio Disney a toujours adapté ses productions en bande dessinée. C'est le cas de quatre des cinq épisodes de la série.
- Davy Crockett, Indian Fighter, publié en mai 1955 avec des dessins de John Ushler[33]
- Davy Crockett at the Alamo, publié en juillet 1955 avec des dessins de John Ushler[34]
- The Keelboat Race, publié en novembre 1955 avec des dessins de John Ushler[35]
- The River Pirates, publié en décembre 1955 avec des dessins de Jesse Marsh d'après un scénario de Del Connell[36]

D'autres publications sont datées de la même époque
- The Legends of Davy Crockett, un strip dominical publié du 17 juillet 1955 au 8 janvier 1956 (26 semaines), dessiné par Jesse Marsh sur un scénario de Frank Teilly[37]
- Young Davy Crockett, dessiné par Tony Sgroi et publié en septembre 1955[38]
- Cherokee Justice, dessiné par John Ushler et publié en septembre 1955[39]
- Davy Crockett and Ol' Three Claws, dessiné par Jesse Marsh et publié en septembre 1955[40]
- Davy Crockett Goes to Washington, publié en septembre 1955 avec des dessins de Jesse Marsh[41]
- Frontierland, dessiné par John Ushler et Tony Strobl, encré par John Liggera et John Ushler et publié en septembre 1955[42], dans un numéro consacré au parc Disneyland